# Lac Coursay
Lac Coursay är en sjö i Kanada.   Den ligger i regionen Nord-du-Québec och provinsen Québec, i den östra delen av landet, 700 km norr om huvudstaden Ottawa. Lac Coursay ligger 434 meter över havet. Arean är 25,7 kvadratkilometer. Den sträcker sig 14,3 kilometer i nord-sydlig riktning, och 7,4 kilometer i öst-västlig riktning.
Omgivningarna runt Lac Coursay är i huvudsak ett öppet busklandskap. Trakten runt Lac Coursay är nära nog obefolkad, med mindre än två invånare per kvadratkilometer.